# ۶۴۳ (میلادی)
۶۴۳ (میلادی) ششصد و چهل و سومین سال تقویم میلادی است.

## مناسبت‌ها
- فتح نیشابور توسط مسلمانان در زمان خلافت عمر بن خطاب

## زادگان
```
مسلم بن عقیل
```

## درگذشتگان
- کینجیلز، پادشاه وسکس

‎